# Polygala bojeri
Polygala bojeri är en jungfrulinsväxtart som beskrevs av Chod.. Polygala bojeri ingår i släktet jungfrulinssläktet, och familjen jungfrulinsväxter. Inga underarter finns listade i Catalogue of Life.